# Jaim HaCohen
El rabino Jaim HaCohen (Egipto 1585-Italia 1655) nació en Egipto en 1585. Su padre fue el rabino Abraham HaCohen, que pertenecía a una famosa familia de Cohanim, descendientes de Yosef HaCohen. Su familia era de origen español.

## Biografía

### Infancia y adolescencia
Desde su más tierna infancia estuvo claro que tenía un notable talento no solo por su tremendo amor por el estudio de la Torá, sino también por sus cualidades humanas. Se dice que de niño, mientras sus compañeros de clase pasaban su tiempo libre jugando, Jaim iba a la sinagoga a estudiar la Torá y aprender como servir a Dios. En su adolescencia cuando la gente se reunía en la sinagoga durante el Shabat, subía al púlpito y daba sermones sobre la sección semanal de la Torá (la parashá), y sobre las leyes relacionadas con las festividades judías, así mismo impartía lecciones de Musar (ética judía), que atraían a muchos oyentes.

### Estudios rabínicos
Más adelante, el rabino Jaim HaCohen se desplazó a la ciudad de Safed. Allí estudió junto al rabino y cabalista Jaim Vital durante tres años. 

### Rabino de la comunidad de Alepo
El rabino Jaim HaCohen se desplazó a la ciudad de Aram Tsoba, ubicada cerca de Alepo, en Siria, un lugar donde se instaló de manera permanente. Fue elegido rabino de la comunidad, para reemplazar al anterior rabino, Mordejai HaCohen, el yerno del famoso rabino, Shemuel Laniado (Baal HaKelim). Cuando el rabino Jaim HaCohen empezó a servir como rabino de la comunidad, el estudio de la Torá floreció, incluso más que en Alepo. Nuevas escuelas y academias talmúdicas fueron abiertas, y se añadieron más bancos a la sinagoga. El rabino Jaim HaCohen sirvió a la comunidad de Alepo como rabino y como jefe de la corte rabínica durante décadas. Su conocimiento era muy grande, y el rabino respondía a preguntas rabínicas muy complejas, formuladas por los miembros de algunas comunidades judías muy lejanas, procedentes de otras partes del Mundo. 

### Recopilación de sus obras
Finalmente, decidió organizar todos sus escritos y publicar sus libros, especialmente sus comentarios sobre el Shulján Aruj, el código legal que fue escrito por el profesor de su maestro, el rabino y cabalista Joseph Caro. Además de su comentario sobre el Shulján Aruj, el rabino HaCohen redactó muchas otras obras. Entre ellas cabe señalar el comentario del Cantar de los Cantares (Shir HaShirim), el comentario sobre el Libro de las Lamentaciones, el comentario sobre el Libro de Rut, el comentario sobre el Libro de Daniel, y muchos otros libros, todo ello escrito en manuscritos. Hasta finales del siglo XVI, los libros eran copiados a mano, pero con la invención de la imprenta eso cambió. De todos modos, publicar libros en Alepo, o en los países de Oriente Medio, era prácticamente imposible, ya que la imprenta todavía no había llegado hasta allí. La única posibilidad era imprimir los libros en Europa. Los mejores impresores de la época estaban en Venecia, Italia, la ciudad donde la mitad de los libros europeos eran publicados durante la mayor parte del siglo XVI. Fue en Venecia donde se imprimió la primera edición del Talmud de Babilonia, y donde se imprimió también la primera edición del Shulján Aruj, del rabino y cabalista Joseph Caro. El Rabino HaCohen envió su comentario sobre el Libro de Ester a Venecia. Pero el tiempo pasó y el libro no fue publicado.

### Viaje por mar y ataque de unos piratas
El rabino HaCohen entonces decidió viajar hasta Venecia, y personalmente se hizo cargo de la impresión de su libro. Junto con su hijo viajaron por mar llevando con ellos todos los manuscritos del rabino, posiblemente no menos de 20 manuscritos, pero su barco fue atacado por unos piratas procedentes de la isla de Malta. Los piratas abordaron el barco para robar la carga y matar a los pasajeros, o secuestrarlos y venderlos como esclavos. El rabino HaCohen y su hijo saltaron al mar y milagrosamente fueron capaces de salvar sus vidas. Pero sus libros se quedaron a bordo del barco.

### Estancia en Italia y defunción del rabino
El rabino oró a Dios, y le pidió ayuda para recuperar sus valiosos libros, o bien para ayudarle a escribirlos de nuevo de memoria. Dios le concedió la segunda petición. El Rabino HaCohen pasó varios años en Italia, escribiendo de nuevo sus valiosos libros perdidos. El primer libro que el rabino HaCohen fue capaz de imprimir, con la ayuda de Moisés Zacuto, se tituló Torat Jajam (La Enseñanza del Sabio). Este libro era una colección de los sermones del rabino, sobre las secciones semanales de la Torá. El libro fue publicado en Venecia en 1654. El siguiente libro que el rabino HaCohen imprimió con la ayuda del rabino Shemuel Abohab fue Mekor Jaim (La Fuente de la Vida). Este libro es un comentario del Shulján Aruj, consistente en varios volúmenes. La primera parte de ellos fue publicada en Venecia, también en 1654. Para imprimir el segundo volumen de su libro Pitda, el rabino viajó a Livorno, en Italia. Fue en esa ciudad, donde falleció el rabino Cohen, en 1655.  

### Obras encontradas
Después de la defunción del rabino Cohen, algunos de sus libros que estaban en el barco secuestrado por los piratas fueron encontrados. El famoso rabino Jaim Yosef David Azulai (Jidá), en su libro de crónicas Shem HaGuedolim, afirma que tuvo en sus manos el manuscrito Ateret Zahab, un comentario sobre el Libro de Ester, escrito por la mano del rabino Jaim HaCohen. Otro de sus libros, Migdal David, un comentario sobre el Libro de Rut, fue también encontrado. El libro fue impreso en Ámsterdam, en 1680 por un impostor que falsamente reclamaba la autoría del libro. Algunos manuscritos del rabino Jaim HaCohen fueron encontrados. Los comentarios talmúdicos del tratado Berajot, fueron publicados en la revista mensual israelí Qobets bet Aharon ve Yisrael, en 1983. Algunos libros y comentarios del rabino HaCohen siguen existiendo en forma de manuscritos, y siguen sin haber sido publicados.